# Paradisea
Paradisea là một chi thực vật có hoa trong họ Asparagaceae.

## Hình ảnh

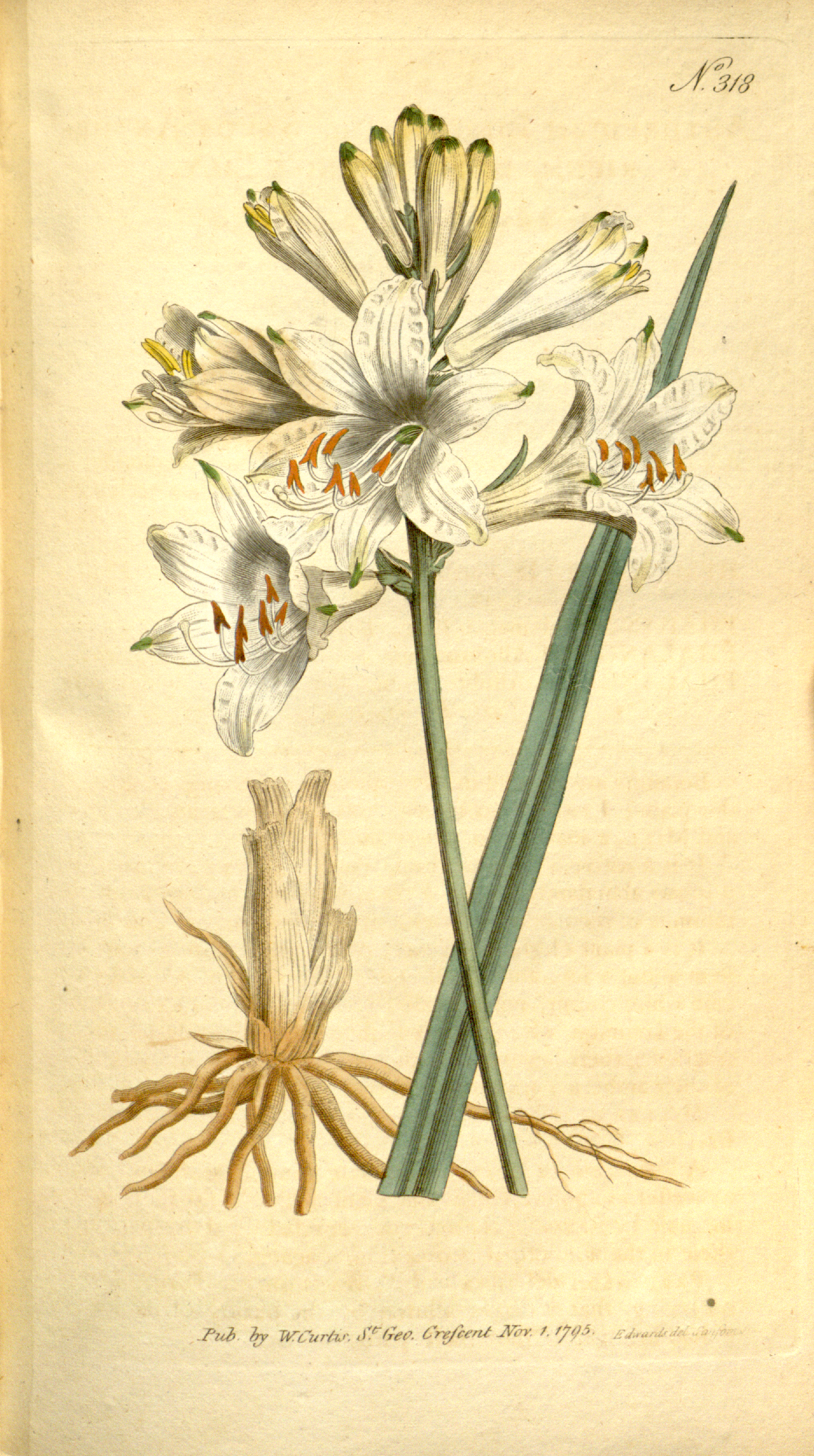
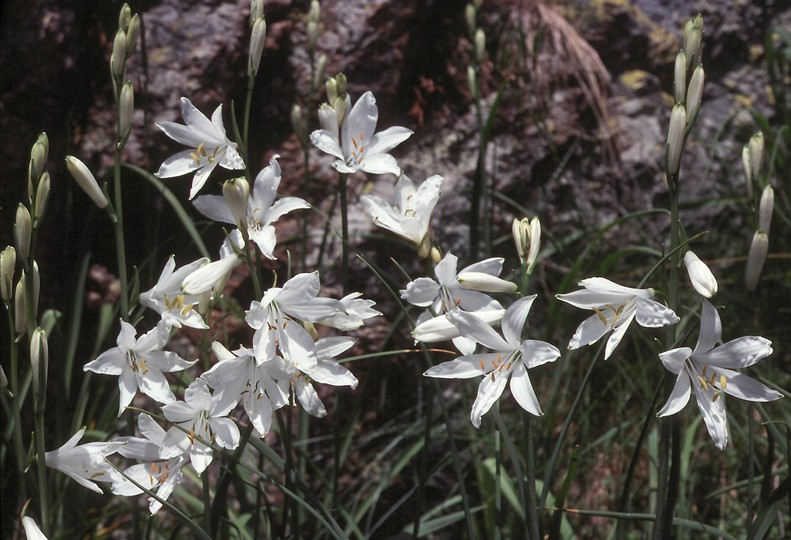
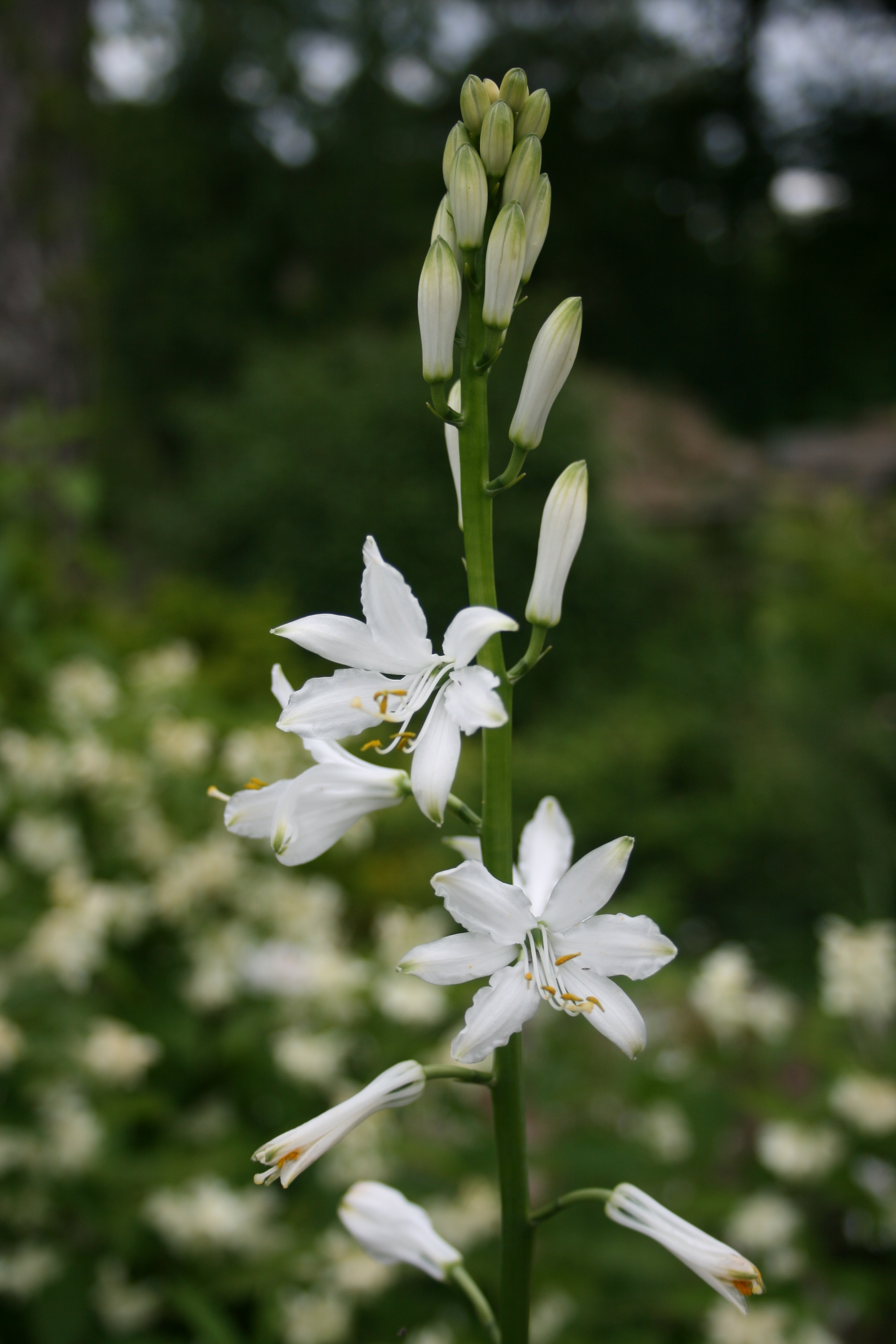
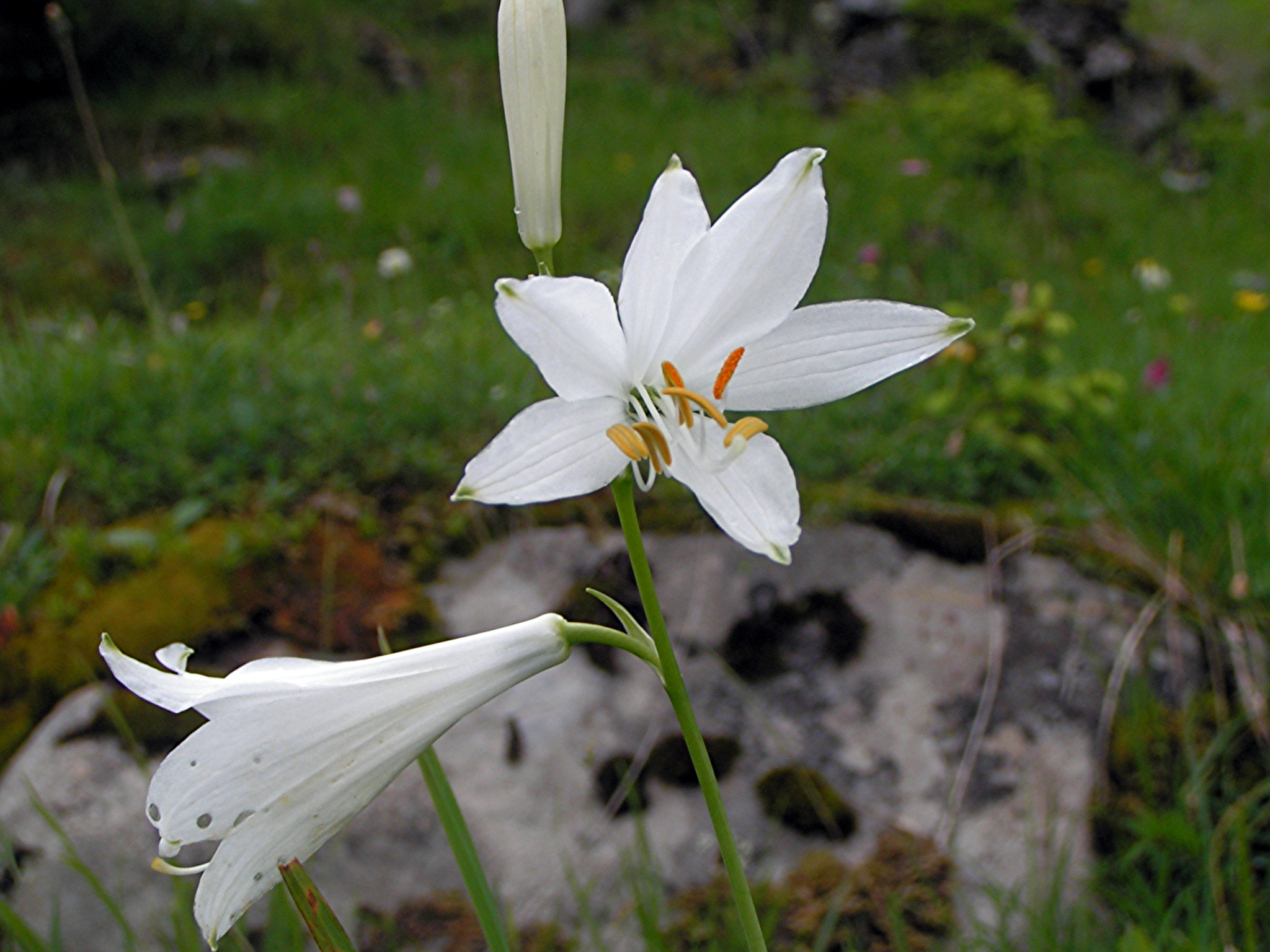

## Danh sách loài
- Paradisea bulbilifera
- Paradisea hemeroanthericoides
- Paradisea liliastrum
- Paradisea lusitanica
- Paradisea minor
- Paradisea stenantha